# رابینز (ایلینوی)
رابینز (به انگلیسی: Robbins) یک منطقهٔ مسکونی در ایالات متحده آمریکا است که در شهرستان کوک (ایلینوی) واقع شده‌است. رابینز ۳٫۷۵ کیلومتر مربع مساحت و ۵٬۳۳۷ نفر جمعیت دارد.